# Resolució 1224 del Consell de Seguretat de les Nacions Unides
La Resolució 1224 del Consell de Seguretat de les Nacions Unides, adoptada per unanimitat el 28 de gener de 1999 després de reafirmar totes les resolucions anteriors del Sàhara Occidental, el Consell va prorrogar el mandat de la Missió de Nacions Unides pel Referèndum al Sàhara Occidental (MINURSO) fins a l'11 de febrer de 1999.
La resolució va demanar al Secretari General de les Nacions Unides que mantingués al Consell actualitzat sobre els esdeveniments, inclosa la implementació del Pla de Regularització, els acords assolits entre el govern del Marroc i el Front Polisario i la viabilitat del mandat de la MINURSO.